# Ray Fernandez
Raymond Fernandez (Tampa (Florida), 7 mei 1956 - ?, 6 maart 2004), beter bekend als Hercules, was een Amerikaans professioneel worstelaar die actief was in de World Wrestling Federation (WWF).

## In worstelen
- Finishers
  - Backbreaker rack
  - Full nelson

- Signature moves
  - Powerbomb
  - Backbreaker
  - Half nelson choke

- Managers
  - Bobby "The Brain" Heenan
  - Harley Race
  - Jim Cornette
  - Skandor Akbar
  - Slick
  - Percy Pringle
  - Freddie Blassie

## Kampioenschappen en prestaties
- Central States Wrestling
  - NWA Central States Tag Team Championship (2 keer met Dewey Robertson)
  - NWA Central States Television Championship (1 keer)

- Championship Wrestling from Florida
  - NWA Florida Heavyweight Championship (2 keer)
  - NWA Southern Heavyweight Championship (1 keer)

- Independent Association of Wrestling
  - IAW Heavyweight Championship (1 keer)
  - IAW Tag Team Championship (1 keer met Paul Roma)

- International Wrestling Federation
  - IWF Can-Am Championship (1 keer)

- Mid-South Wrestling Association
  - Mid-South Tag Team Championship (1 keer met Ted DiBiase)

- New Japan Pro Wrestling
  - IWGP Tag Team Championship (1 keer met Scott Norton)